# 基利蒂奇亚河

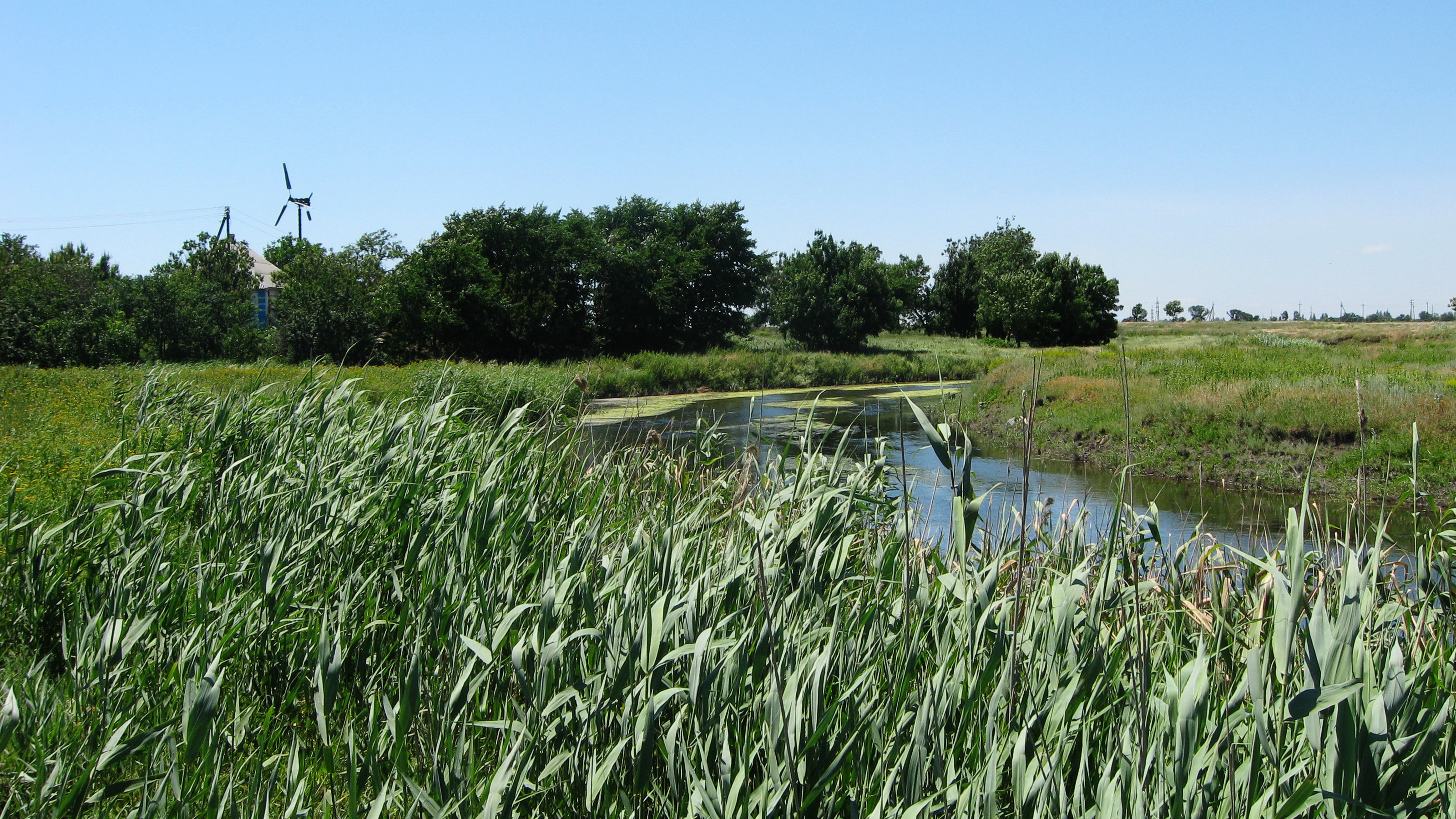
基利蒂奇亚河

基利蒂奇亚河（烏克蘭語：Кільтиччя），是烏克蘭的河流，位於該國東南部，流經扎波羅熱州，屬於奧比季奇納河的支流，發源自斯米爾諾韋以南，河道全長70公里，流域面積554平方公里。